# Oetapo
Oetapo ist ein osttimoresischer Ort im Suco Leolima (Verwaltungsamt Balibo, Gemeinde Bobonaro). Er liegt in einer Meereshöhe von 311 m im Süden der Aldeia Duaderoc. Das Dorf besteht aus drei Siedlungen entlang einer kleinen Straße. Nordöstlich befindet sich der Nachbarort Quero, südwestlich das Dorf Taumrian. Eine weitere Straße zweigt nach Südosten ab, in Richtung dem Ort Duaderoc. Nordöstlich erhebt sich der Berg Samono (707 m), der höchste Punkt im Suco.
In Oetapo stehen die Grundschule João Paulo II Oetapo und die Kapelle St. Mater Dei Oetapo.